# Rendez-Vous (album In-Grid)
Rendez-Vous – debiutancka płyta włoskiej piosenkarki In-Grid. Album został wydany 14 kwietnia 2003 roku. Jego międzynarodowa premiera odbyła się w Polsce. Płytę promują utwory: In-tango, Tu es foutu oraz I'm folle de toi. Album został nagrany w dwóch wersjach językowych: francuskiej i angielskiej.
Album w Polsce uzyskał status platynowej płyty.

## Rendez-Vous – wersja francuska
Lista utworów
1. In-tango –3:25
2. Tu es foutu –3:38
3. Mais la nuit...Il dort! –3:45
4. Shock -3:36
5. Dans ma memoire – 3:58
6. Pour toujours – 3:31
7. Souvenir d'été – 3:31
8. I'm folle de toi – 3:34
9. Je ne crois pas – 3:26
10. Esclave de toi – 3:35
11. Ah l'amour l'amour – 3:28
12. Va au diable – 3:20
13. You Promised Me – 3:39
14. Tu es foutu (chill-our rmx) – 3:49
15. In-tango (in-fisa edit) – 3:34

## Rendez-Vous – wersja angielska
Lista utworów
1. You Promised Me
2. We Tango Alone
3. More And More
4. In-Shock
5. Inside Of Me
6. Evermore
7. Summer Souvenir
8. So Folle De Toi
9. Don't Belive
10. Slave To Thee
11. Only Lies
12. Get Lost